# Клейн Лев Самуїлович
Лев Самуїлович Клейн (рос. Лев Самуилович Клейн, 1 липня 1927, Вітебськ, БРСР — 7 листопада 2019, Санкт-Петербург, Росія) — радянський і російський історик, археолог, філолог, антрополог. Професор, доктор історичних наук. Дослідник історії Київської Русі, Давнього світу, стародавніх мов, історії культури. Противник визнаних у СРСР псевдонаукових яфетичної теорії походження мов і антинорманнізму. Переслідувався КДБ СРСР, був засуджений. Розробляв теоретичну археологію. Вивчав катакомбну культуру бронзової доби, етногенез слов'ян, греків, вірмен, текстологію творів Гомера, антропологічні особливості людини (культурогенез, поганство, гомосексуальність).